# Ivo Smoljan
Ivo Smoljan (Šarić Struga, 15. listopada 1926. - Zagreb, 30. kolovoza 2003.), hrvatski publicist i pisac. 
Osnovnu školu pohađao je u rodnom mjestu, a srednju u Metkoviću, Mostaru i Splitu. Nakon završetka Trgovačke akademije jedno je vrijeme radio kao ekonomist.
Diplomirao je 1954. na Filozofskom fakultetu u Zagrebu, nakon čega je radio kao profesor i bibliotekar. Od 1973. do 1990. uređivao je časopis Matica Hrvatske matice iseljenika kao i njezinu stalnu godišnju publikaciju Iseljenički kalendar. Najveći je dio njegova stvaralaštva posvećen je temama vezanim uz rodni kraj te uz hrvatsko prekooceansko iseljeništvo, a pisao je i književne kritike, prikaze, polemike, feljtone kao i scenarije za dokumentarne filmove.

## Djela
- Pjesnik i pjesma, (1965.)
- Neretva (1970., drugo izdanje 1988.)
- Čudi knjige (1970.)
- Stratište i tržište knjige (1970.)
- Upoznajte Hrvatsku bratsku zajednicu (1974.)
- Hrvatski Odisej: antologija hrvatske poezije o iseljeništvu od 15. stoljeća do danas (1980.)
- Tito i iseljenici (1984.)
- Sto godina Hrvatske bratske zajednice (1994.)
- Luka Ploče (1996.)
- Hrvatska dijaspora (1997.)
- Povlačenje 1945: krivci i žrtve (2000., zajedno s Tomislavom Sabljakom)